# 12,7 × 108 mm

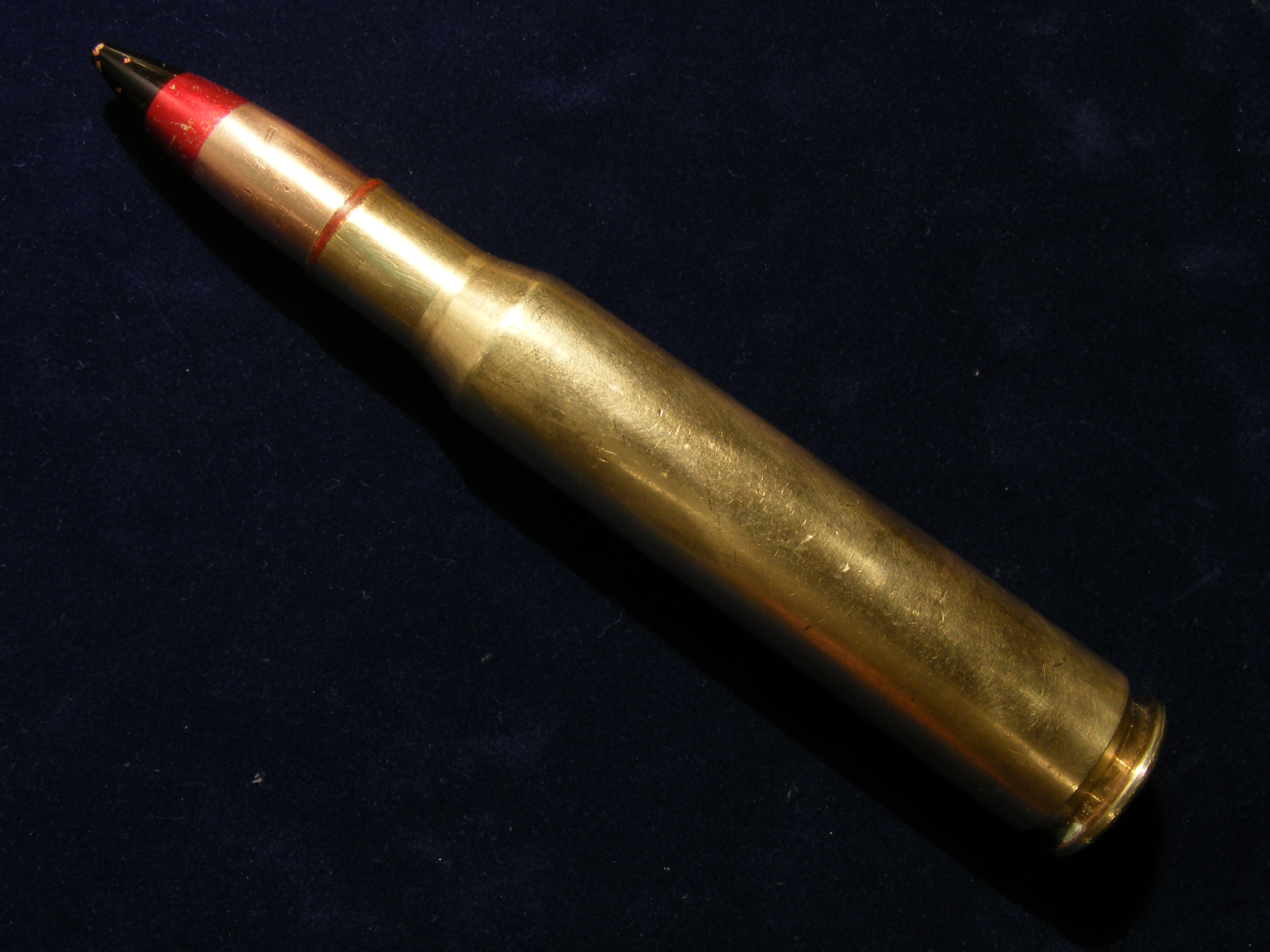
Cartouche. Les codes des 2 couleurs de la balle indiquent qu'il s'agit d'une munition perforante (couleur noire) et incendiaire (couleur rouge).

La 12,7 × 108 mm « Utyos » est une cartouche de mitrailleuse lourde et de fusil anti-matériel utilisée par l'Union soviétique, le pacte de Varsovie, la Russie moderne, et d'autres pays.
C'est l'équivalent soviétique de la cartouche .50 BMG OTAN (12,7 × 99 mm OTAN). Les différences entre les deux sont la forme de la balle, la longueur de l'étui et le type de composants pyrotechnique utilisés. De plus, la cartouche 12,7 × 108 mm a une douille 9 mm plus longue et est un peu plus puissante.
Les munitions américaine de calibre .50 et russe de 12,7 mm ne sont pas interchangeables.
La 12,7 × 108 mm peut être utilisée pour engager une grande variété de cibles sur le champ de bataille. Elle peut détruire des véhicules non blindés, pénétrer des véhicules légèrement blindés et endommager des équipements accessoires externes de blindés tels que des réservoirs. Une balle de calibre 12,7 mm anti-blindage peut pénétrer un blindage de 25 mm, alors qu'une 12,7 mm standard ricochera sur celui-ci, ne causant aucun dommage.

## Dimensions
La douille de la cartouche 12,7 × 108 mm a un volume de 22,72 ml.

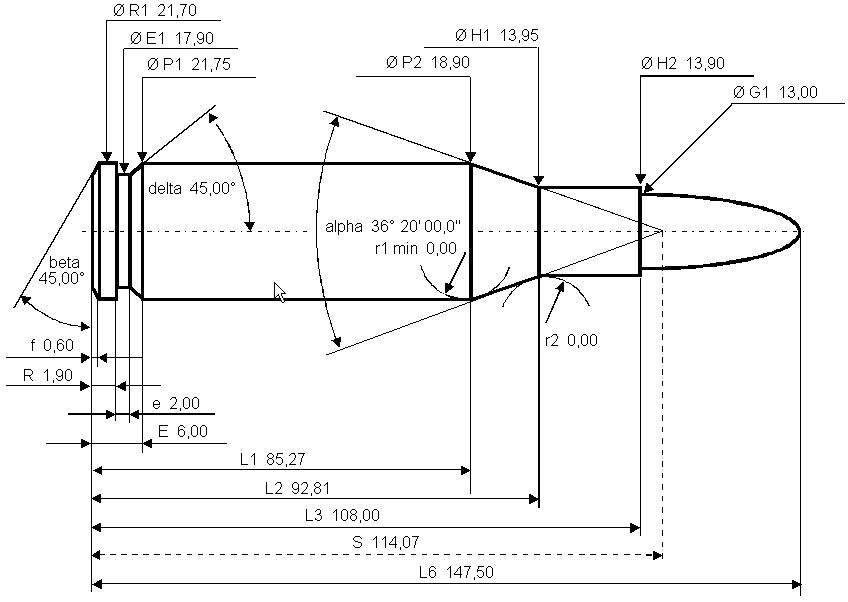
Dimensions de la cartouche de.

Selon la documentation du fabricant, la 12,7 × 108 mm peut générer une pression de 360 MPa. Dans les pays membres de la CIP, les armes à feu doivent être testées à 125 % de ce maximum pour que la vente soit autorisée (cartouches de surpression).

## Interchangeabilité
Il est souvent fait mention que la cartouche US .50 BMG (12,7 × 99 mm OTAN) puisse être tirée par les mitrailleuses soviétiques/russes tirant du 12,7 × 108 mm. La 12,7 × 108 mm a même été appelée « calibre 0.51 ». Ceci vient probablement du fait que la 12,7 × 108 mm a été appelée « calibre .511 » dans les publications américaines pendant la Guerre du Viêt Nam.
En fait, les deux cartouches ont un calibre .511, mais cela ne les rend pas interchangeables pour autant. En effet, durant le tir les deux balles sont forcées dans le canon et s'ajustent au calibre .50 et à ses rayures. De plus, les dimensions et les formes des cartouches font qu'elles ne peuvent être utilisées dans une autre arme que celle pour laquelle elles ont été conçues.

## Armes utilisant cette cartouche
- Mitrailleuse lourde DShK

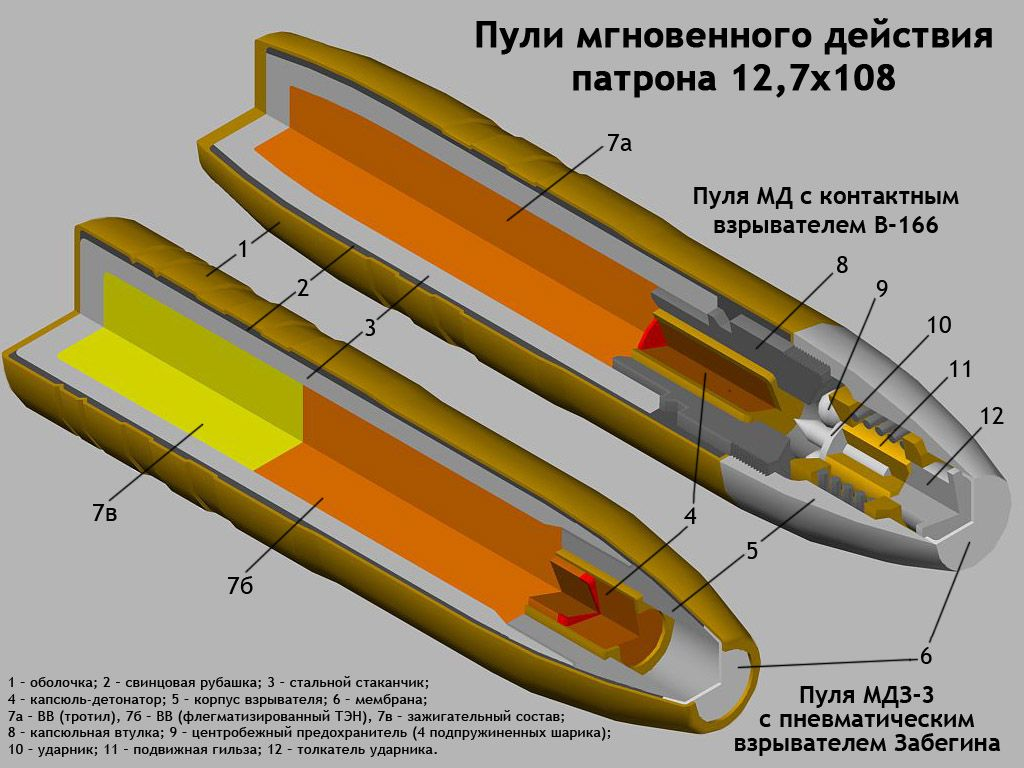
Détails des ogives d'une balle explosive 12.7 mm MD et d'une explosive incendiaire MDZ-3.

- Mitrailleuse antiaérienne Berezin UB
- Mitrailleuse lourde NVS 12.7 Utes
- Mitrailleuse Kord
- Mitrailleuse lourde Type 77
- Mitrailleuse lourde W85 (en)
- Fusil antichar /antimatériel V-94
- Fusil de tireur d'élite KSVK 12.7
- Fusils antimatériel Gepard
- Fusil de tireur d'élite M93 (en)